# Elecciones legislativas de Indonesia de 2024
Las elecciones legislativas de Indonesia se realizaron el 14 de febrero de 2024 junto a las presidenciales con el objetivo de elegir a los 580 miembros del Cámara de Representantes.

## Sistema electoral
Los miembros tanto de la Cámara de Representantes (DPR) como de la Cámara de Representantes Regional (DPRD) fueron elegidos a partir de distritos electorales plurinominales mediante votación con un sistema de lista abierta , y la distribución de escaños se realiza con el método Sainte-Laguë. Existía una cuota de género que exigía que al menos el 30% de los candidatos registrados fueran mujeres.